# Amphiura dispar
Amphiura dispar är en ormstjärneart som beskrevs av Jean Baptiste François René Koehler 1897. Amphiura dispar ingår i släktet Amphiura och familjen trådormstjärnor. Inga underarter finns listade i Catalogue of Life.